# Strongylosoma maculatum
Strongylosoma maculatum är en mångfotingart som beskrevs av Filippo Silvestri 1895. Strongylosoma maculatum ingår i släktet Strongylosoma och familjen orangeridubbelfotingar. Inga underarter finns listade i Catalogue of Life.